# NGC 5431
NGC 5431 é uma galáxia espiral (S?) localizada na direcção da constelação de Boötes. Possui uma declinação de +09° 21' 47" e uma ascensão recta de 14 horas, 03 minutos e 07,2 segundos.
A galáxia NGC 5431 foi descoberta em 25 de Abril de 1883 por Ernst Wilhelm Leberecht Tempel.